# 사랑의 이름으로 (1997년 영화)
《사랑의 이름으로》(영어: The Myth of Fingerprints)는 미국에서 제작된 1997년 드라마 영화이다. 바트 프로인들릭이 각본, 연출, 제작을 맡고, 줄리앤 무어, 로이 샤이더 등이 출연하였다.

## 줄거리
성인인 남매가 추수 감사절을 맞아 메인주의 부모님 댁에서 주말을 함께 보내게 되면서 해묵은 감정이 부상하는 한편 가족의 비밀이 드러난다.

## 출연진
- 줄리앤 무어
- 로이 샤이더
- 블라이드 대너
- 노아 와일리
- 아리아 버레이키스
- 호프 데이비스
- 로럴 홀러먼
- 마이클 바탄
- 브라이언 커윈
- 제임스 러그로
- 크리스 바워